# Pszichedelikus rock
A pszichedelikus rock olyan zenei stílus, melyet a drogok – cannabis, pszilocibin, meszkalin és különösen az LSD – tudatmódosító hatása inspirál, és a módosult tudatállapot hangulatát igyekszik visszaadni. A pszichedelikus zenének több más típusa van, mely ugyanonnan ered, de később eltért a divatos rockzenétől. A rockzene történetében a pszichedelikus rock kapocs a korai, bluesalapú rock és a későbbi progresszív rock és heavy metal között.
A pszichedelikus rock azon formáját, melyet a világ 1967-ben ismert meg, a következő tulajdonságok jellemzik: modális dallamok; ezoterikus szövegek, melyek gyakran álmokról, víziókról, hallucinációkról szólnak; hosszabb dalok és hosszú hangszeres szólók; a drogok hatását idéző effektek, például torzítás, visszhangok, visszafelé vagy késleltetve lejátszott hangok és a fáziseltolódás (phasing). Az első album, mely a szélesebb közönséggel is megismertette a pszichedelikus rockot, a The Beatles 1966-os Revolver című albuma volt.
Míg az első zenészek, akik pszichedelikus drogokat használtak, a dzsessz és folk köreiben forogtak, a „pszichedelikus” kifejezést a popzenében először a Holy Modal Rounders használta, 1964-ben. A kifejezés első, rockhoz kapcsolódó használatát általánosan a 13th Floor Elevators nevű zenekarhoz kötik: 1966-ban megjelent albumuk címe The Psychedelic Sounds of the 13th Floor Elevators. Efféle hangzással azonban a Grateful Dead és a Pink Floyd már egy évvel előttük próbálkozott. Az egyik első pszichedelikus dal Donovan "Sunshine Superman"-je.